# قاعدة بيانات أوراكل
قاعدة بيانات أوراكل (وتسمى أحيانا أوراكل للاختصار) هي قاعدة بيانات كائنية علائقية (Object-relational database) تصدرها وتسوقها شركة أوراكل.
أنشأ لاري إليسون (Larry Ellison) مختبرات تطوير البرمجيات للاستشارات في عام 1977 برفقة صديقيه (اللذان كانا زميليه في العمل سابقا) بوب مينر (Bob Miner) وإيد أويتس (Ed Oates) وقامت الشركة بتطوير النسخة الأولى من برمجية أوراكل. يأتي الاسم أوراكل من الاسم الرمزي لمشروع ممول من وكالة المخابرات الأمريكية عمل عليه لاري إليسون عندما كان موظفا في أمبيكس.

## مميزات أوراكل
1 - سرية المعلومات، حيث يتوفر نظام لحماية المعلومات يتفوق من الناحية البنائية على الأنطمة الأخرى للشركات المنافسة.
2 - التعامل مع حجم كبير من البيانات يصل إلى ملايين من الميغا بايت.
3 - الدعم الممتاز الذي تقدمه الأوراكل للمستخدمين في جميع أنحاء العالم عن طريق موقعها على الإنترنت.
4 - تعد أقوى أداه في مجال التجارة الإلكترونية وذلك بسبب التكامل الكبير مع لغة الجافا.
وتعتمد أوراكل في برمجتها على:-
1 - لغة SQL - Structured Query Language في البرمجة لقواعد بيانات أوراكل، وهي لغة استفسار بنائية.
واللغة SQL هي لغة تدعمها جميع للغات البرمجة سواء C أو VB أو Java وغيرها، ومن خلالها تستطيع الوصول إلى البيانات المخزنة وإجراء العمليات عليها (إضافة – تعديل – حذف) في جداول تم تصميمها من خلال أحد التطبيقات التي نستخدمها.
2 – لغة PL/SQL في كتابة البرامج والـ Functions الخاصة فهي لغة الاستفسار الإجرائية مثل ولها قواعد مثل أي لغة أخرى.
3 – يمكن استدعاء روتينيات Procedures مكتوبة بلغات أخرى مثل Java – C.

## أدوات أوراكل Oracle Developer
- أداة لإنشاء النماذج Forms.
- أداة لإنشاء التقارير Reports.
- أداة لإنشاء الرسومات البيانية Graphics.
- أداة للبحث في قواعد البيانات Query.
- أداة لعمل البرمجيات Procedure and function

وتطور أوراكل أدواتها بإستمرار لخدمة المستخدمين فهناك منتجات مساعده مثل Jdeveloper الذي يعمل مع مع ORACEL9i ويعتمد في برمجته على تقنية Object Oriented والجافا كما صدر مؤخراً الإصدار Oracle 10g ليمثل ثورة حقيقية في اسلوب ربط السيرفرات والعمل في بيئة أكثر سهولة من حيث متطلبات الـ Data Base Administrator